# Mais e Mais (canção)
"Mais e Mais" é uma canção gravada pela cantora e compositora brasileira Ivete Sangalo, para seu quinto álbum ao vivo Acústico em Trancoso (2016). Escrita por Ivete e Duane Stephenson, a canção foi lançada em 6 de julho de 2016 como primeiro single do projeto. A canção foi apresentada pela primeira vez no Rock in Rio Lisboa de 2016.

## Desempenho comercial
Após o lançamento, a canção atingiu o topo da parada dos mais vendidos do iTunes no Brasil. Em 18 de julho, a canção estreou na Billboard Brasil Hot 100, ocupando a septuagésima oitava posição. Na semana seguinte, a canção caiu para a 71ª posição, e na terceira semana voltou para 68ª.

## Desempenho nas paradas
| Parada (2016)              | Melhor posição |
| -------------------------- | -------------- |
| Brasil (Billboard Hot 100) | 64             |

## Histórico de lançamento
| Região  | Data               | Formato                    | Gravadora       | Ref.  |
| ------- | ------------------ | -------------------------- | --------------- | ----- |
| Mundial | 6 de julho de 2016 | Download digital Streaming | Universal Music | [ 4 ] |